# Marco III di Gerusalemme
Marco III (... – dopo il 1505) è stato un arcivescovo ortodosso bizantino, patriarca di Gerusalemme tra la fine del XV secolo e gli inizi del XVI secolo.

## Biografia
Incerto è il periodo di patriarcato di Marco III, che coincide con il periodo meno noto della storia dell'Oriente ortodosso, quando persino le personalità e la successione di molti patriarchi rimangono oggetto di ipotesi. Marco è attestato nel 1503 nelle cronotassi tradizionali dei patriarchi di Gerusalemme, tra Gregorio III (1468-1493) e Doroteo II (1505-1537). Tuttavia la cronologia tradizionale dei patriarchi gerosolimitani non si accorda con le fonti documentarie che attestano l'esistenza del patriarca Marco.
Secondo il vescovo, teologo e orientalista ortodosso, Porphyrius Uspensky, che ebbe modo di consultare direttamente gli archivi del monastero di Santa Caterina sul monte Sinai, Marco era vescovo in questo monastero prima di essere eletto patriarca.
Ignota è la data esatta dell'elevazione al trono patriarcale di Marco, che Uspensky data al 1503. Tuttavia, secondo la Cronaca del fiammingo borgognone Thierry Pauwels (noto come Theodoricus Pauli), della fine del XV secolo, Marco successe a Giacomo II, morto nel 1482. Secondo Konstantin Panchenko questa cronaca merita credito, poiché in quel periodo i Duchi di Borgogna, di cui Teodorico era suddito, «avevano stretti legami con Gerusalemme, in particolare inviando donazioni al patriarca Giacomo per il restauro della basilica del Santo Sepolcro, quindi la corte borgognona aveva informazioni di prima mano sugli affari della chiesa in Terra Santa».
Il patriarca Marco è documentato ancora nel colophon di un manoscritto appartenuto al metropolita di Homs, l'omonimo Marco. Il colophon è datato mercoledi 28 gennaio dell'anno della creazione 6797, che corrisponde al 1289. Poiché il manoscritto è datato 1331, si è sospettato un errore nella datazione dovuto all'amanuense. Alcuni autori hanno corretto in 6977, ossia l'anno 1469; secondo Panchenko la data corretta riportata nel colophon è quella del 6997, ossia 1489, poiché solo in quest'anno il 28 gennaio cadeva di mercoledì.
Un altro manoscritto, conservato nella chiesa di San Giacomo a Gerusalemme, contiene la sottoscrizione del patriarca Marco in arabo e in greco, e la data del 1505. Questo manoscritto suggerisce che il patriarca fosse di origine araba.